# Божићно дрвце и свадба
Божићно дрвце и свадба је дјело Достојевског први пут је штампано 1848. године у септембарском броју "Домовинских записа".
Јунака ове приповијетке Јулијана Мастаковича, Достојевски је већ приказао у својој приповијетки "Слабо Срце". У овој краткој причи на генијалан начин писац описује нискост одређеног слоја људи и начин на који су понекад склапани бракови у његово вријеме. 
Историчари књижевности нису давали на значају овом дјелу. Обично се тумачило заједно са осталим раним радовима Достојевског и та његова поетика је сврстана у правац натуралне школе руске књижевности.

## Радња
Приповједач се присјећа догађаја прије пет година када је био позван на дјечији бал уочи Нове године. На том балу је спазио и посматрао и извјесног господина Јулијана Мастаковича, ниског и дебељушкастог човјека који ужива одређени углед у друштву у коме се нашао. На балу се прича и о томе колики мираз има једна од дјевојчица, док наш јунак посматра како јој се Јулијан Мастакович отворено удвара, притом ласкајући и родитељима, иако је она још увијек дијете. Пет година касније, приповједач среће на улици свадбу и препознаје Јулијана Мастаковича и дјевојчицу којој је у том моменту једва шеснаест година. 